# CyberVision
CyberVision (рус. Сайбервижн) — американская компания, разрабатывающая программное обеспечение для различных платформ и технологий. Клиентами CyberVision являются компании из финансовой и телекоммуникационных индустрий, которые входят в Fortune 500 и Fortune 1000. Процесс разработки и качество разрабатываемого ПО отвечает общепризнанным стандартам CMMi Level 5 и ISO 9000.

## Мобильные широковещательные технологии
CyberVision принимает активное участие в разработке стандартов широковещательной передачи данный в сетях мобильной связи, таких как DVB-H, MediaFlo, BCMCS, MBMS и других. Продукты компании по данному направлению позволяют мобильному оператору, контент провайдеру/агрегатору предоставлять сервисы на базе multi-bear технологий.
В 2008 году компания провела ряд встреч с ведущими участниками мобильного рынка СНГ, а также выступила с докладом перед организацией «Ассоциация участников рынка беспроводных сетей и передачи данных» Wireless Ukraine, где была выработана дальнейшая стратегия по продвижению стандартов мобильного телевидения и мобильной передачи данных. Кроме этого, на конференции была рассмотрена повестка дня «Состояние украинского рынка мобильной связи и телевидения в рамках подготовки к Евро 2012», что позволило обсудить основные требования УЕФА к покрытию мобильного телевидения на Украине и выработать ряд рекомендаций.